# Une fille au cœur cousu de fil blanc (chanson)
Singles de Mireille Mathieu
Qu'attends-tu de moi
(1976) Amour défendu
(1977)
Une fille au cœur cousu de fil blanc est une chanson de la chanteuse française Mireille Mathieu sortie en 1977 chez Philips. La direction musicale est de Christian Gaubert. Cette chanson est extraite de la bande originale du film Une fille cousue de fil blanc, réalisé par Michel Lang en 1976, et sorti en janvier 1977.